# Інконфідент
Інконфіденти (від новолат. in — «не» і confidere — «вірю») — в Іспанії та Португалії назва особи, запідозреної урядом у нелояльності.
У 1758 в Португалії, після спроби замаху на життя короля Жозе I, міністром Помбалом створено особливе судилище для інконфідентів, яке засудило до страти кількох представників вищої аристократії і до ув'язнення - близько десятка єзуїтів. Усіх членів ордена єзуїтів було оголошено інконфіден- тами та вигнано з країни.
У 1789 в бразильському капітанстві Мінас-Жерайс товариством інконфідентів організована змова, яка, однак, була розкрита за доносом зрадника. Керівник змови Тирадентіс був страчений, інші його учасники засуджені до заслання та вигнання.